# PGS Kissamikos FC
O PGS Kissamikos FC é um clube de futebol sediado em Kissamos, Creta, Grécia. A equipe compete no Campeonato Grego de Futebol da Segunda Divisão.

## História
O clube foi fundado em 1926.